# Grenay (Isèra)
Grenay és un municipi francès situat al departament de la Isèra i a la regió d'Alvèrnia-Roine-Alps. L'any 2007 tenia 1.419 habitants.

## Demografia

### Població
El 2007 la població de fet de Grenay era de 1.419 persones. Hi havia 492 famílies de les quals 100 eren unipersonals (48 homes vivint sols i 52 dones vivint soles), 116 parelles sense fills, 236 parelles amb fills i 40 famílies monoparentals amb fills.
La població ha evolucionat segons el següent gràfic:
Habitants censats

### Habitatges
El 2007 hi havia 510 habitatges, 493 eren l'habitatge principal de la família, 8 eren segones residències i 9 estaven desocupats. 449 eren cases i 57 eren apartaments. Dels 493 habitatges principals, 396 estaven ocupats pels seus propietaris, 81 estaven llogats i ocupats pels llogaters i 16 estaven cedits a títol gratuït; 3 tenien una cambra, 29 en tenien dues, 63 en tenien tres, 143 en tenien quatre i 255 en tenien cinc o més. 439 habitatges disposaven pel capbaix d'una plaça de pàrquing. A 178 habitatges hi havia un automòbil i a 293 n'hi havia dos o més.

### Piràmide de població
La piràmide de població per edats i sexe el 2009 era:
| Homes | Edats   | Dones |
| ----- | ------- | ----- |
| 0     | 95 o +  | 0     |
| 0     | 90 a 94 | 4     |
| 0     | 85 a 89 | 0     |
| 4     | 80 a 84 | 8     |
| 8     | 75 a 79 | 12    |
| 0     | 70 a 74 | 12    |
| 16    | 65 a 69 | 12    |
| 32    | 60 a 64 | 28    |
| 20    | 55 a 59 | 20    |
| 56    | 50 a 54 | 28    |
| 76    | 45 a 49 | 52    |
| 44    | 40 a 44 | 68    |
| 56    | 35 a 39 | 48    |
| 44    | 30 a 34 | 48    |
| 48    | 25 a 29 | 36    |
| 48    | 20 a 24 | 24    |
| 56    | 15 a 19 | 56    |
| 44    | 10 a 14 | 64    |
| 48    | 5 a 9   | 28    |
| 28    | 0 a 4   | 32    |

## Economia
El 2007 la població en edat de treballar era de 938 persones, 711 eren actives i 227 eren inactives. De les 711 persones actives 667 estaven ocupades (376 homes i 291 dones) i 44 estaven aturades (13 homes i 31 dones). De les 227 persones inactives 67 estaven jubilades, 92 estaven estudiant i 68 estaven classificades com a «altres inactius».

### Ingressos
El 2009 a Grenay hi havia 472 unitats fiscals que integraven 1.391,5 persones, la mediana anual d'ingressos fiscals per persona era de 21.050 €.

### Activitats econòmiques
Dels 83 establiments que hi havia el 2007, 2 eren d'empreses extractives, 1 d'una empresa alimentària, 7 d'empreses de fabricació d'altres productes industrials, 20 d'empreses de construcció, 16 d'empreses de comerç i reparació d'automòbils, 12 d'empreses de transport, 6 d'empreses d'hostatgeria i restauració, 2 d'empreses d'informació i comunicació, 2 d'empreses financeres, 3 d'empreses immobiliàries, 7 d'empreses de serveis, 2 d'entitats de l'administració pública i 3 d'empreses classificades com a «altres activitats de serveis».
Dels 24 establiments de servei als particulars que hi havia el 2009, 2 eren tallers de reparació d'automòbils i de material agrícola, 1 paleta, 1 guixaire pintor, 5 fusteries, 4 lampisteries, 6 electricistes, 1 perruqueria, 3 restaurants i 1 saló de bellesa.
Dels 3 establiments comercials que hi havia el 2009, 1 era una fleca i 2 drogueries.
L'any 2000 a Grenay hi havia 7 explotacions agrícoles que ocupaven un total de 304 hectàrees.

## Equipaments sanitaris i escolars
El 2009 hi havia una escola elemental.

## Poblacions més properes
El següent diagrama mostra les poblacions més properes.